# Oda Jaune
Oda Jaune, född 13 november 1979 i Sofia, är en bulgarisk konstnär. Hon studerade åren 1998–2003 för Jörg Immendorff vid Kunstakademie Düsseldorf. Jaune var 2000-2007 gift med Jörg Immendorff; efter hans död 2007 flyttade hon med parets dotter till Paris, där hon är verksam.